# Gregory Zambrano
Gregory Zambrano Meza (Mérida, Venezuela, 28 de octubre de 1963) es un escritor, editor, profesor universitario y crítico literario venezolano. En la actualidad es profesor e investigador en la División de Estudios Latinoamericanos de la Universidad de Tokio. Desde el año 2011 es miembro correspondiente de la Academia de Mérida.

## Carrera
Comienza a vincularse con el ámbito cultural a mediados de la década de los ochenta, al fundar el Taller Literario Mucuglifo (1984-1988), en su ciudad natal. Por esa fecha y durante quince años, es corresponsable de «Vértice», el segmento cultural del diario Frontera y se dedica a la radiodifusión como productor y locutor. También incursionará en la televisión regional. En 1989 se gradúa, con la mención magna cum laude, como licenciado en letras de la Universidad de Los Andes (ULA). Al año siguiente publica su primer poemario bajo el título de Víspera de la Ceniza (1990).
A principios de la década de los noventa es parte del equipo académico que desarrolla el Diccionario Enciclopédico de las Letras de América Latina (DELAL). A su vez, participa en la fundación de la Bienal Mariano Picón Salas en 1991, al cumplirse los noventa años del natalicio de este escritor merideño. Picón Salas, su vida y obra, se convertirán en tema esencial de los posteriores trabajos académicos de Zambrano.  Esto incluye la edición de su correspondencia y compilaciones sobre las actividades del escritor en Chile y México. 
En 1993 obtiene el título de Magíster en Literatura de la ULA y entre 1996 y 2001, se traslada a Ciudad de México, donde consigue el Doctorado en Literatura Hispanoamericana por parte de El Colegio de México. Allí se dedica a la investigación y da a conocer sus trabajos en publicaciones como: Escritos, Milenio, Armas y Letras, La Colmena, Nueva Revista de Filología Hispánica y Texto crítico. También edita sus poemarios Ciudad sumergida (1997) y Desvelo de Ulises y otros poemas (2000), así como el libro de ensayos De historias, héroes y otras metáforas (2000), publicado por el sello de la Universidad Nacional Autónoma de México.
En 2001 regresa a Venezuela y se encarga de la Coordinación del Postgrado en Literatura Iberoamericana de la ULA. Entre 2002 y 2004, fungió como director de la Escuela de Letras y de 2004 a 2007, dirigió el Consejo de Desarrollo Científico, Humanístico y Tecnológico de la Universidad de Los Andes. En el año 2005 aparece su libro Los mapas secretos (2005), el cual reúne toda su obra poética escrita entre 1990 y 2002.
Con el patrocinio de la Fundación Japón, entre 2007 y 2009 vivió en Tokio, investigando la obra del escritor Kobo Abe. En el 2011 obtiene la jubilación como profesor de la Universidad de Los Andes. Desde entonces reside en Japón. 
Gregory Zambrano ha sido conferencista y profesor invitado en países como Argentina, Perú, Colombia, Cuba, México, República Dominicana, España, Francia, Italia, Bélgica, India y Japón. Sus escritos han aparecido en publicaciones como la Revista Nacional de Cultura, Imagen y Veintiuno en Venezuela; así como Casa de las Américas (Cuba), Kipus (Ecuador), Guatapique (Francia), Quimera (España) y Quaderni-Iberoamericani (Italia).

## Obra
Ensayo
- Los verbos plurales. Ediciones Solar, Mérida, Venezuela, 1993.
- La tradición infundada. Literatura y representación en la memoria finisecular. Universidad de Los Andes/Fundación Mariano Picón-Salas, Mérida, Venezuela, 1996.
- El lugar de los fingidores y otros estudios sobre literatura hispánica. Universidad de Los Andes, Mérida, Venezuela, 1999.
- De historias, héroes y otras metáforas. Universidad Nacional Autónoma de México, Ciudad de México, 2000.
- Mariano Picón-Salas y el arte de narrar. Universidad de Los Andes, Mérida, Venezuela, 2003.
- Cartografías literarias. Ediciones El Otro el Mismo/Universidad de Los Andes, Mérida, Venezuela, 2008.
- Mariano Picón Salas. Colección Biblioteca Biográfica El Nacional/Bancaribe, Caracas, 2008.
- El Horizonte de las palabras. La literatura hispanoamericana en perspectiva japonesa. Instituto Cervantes, Tokio, Japón, 2009.
- Tulio Febres Cordero y la tradición humanística venezolana. Universidad de Los Andes, Mérida, Venezuela, 2010.
- Hacer el mundo con palabras (Los universos ficcionales de Kobo Abe y Gabriel García Márquez). Universidad de Los Andes, Mérida, Venezuela, 2011.
- Voces de Venezuela. Ensayos literarios. Ediciones La Castalia, Mérida, Venezuela, 2025.

Poesía
- Víspera de la ceniza. Ediciones Mucuglifo, Mérida, Venezuela, 1990.
- Dominar el silencio. Ediciones Mucuglifo, Mérida, Venezuela, 1994.
- Ciudad sumergida. La Hoja Murmurante, México, 1997.
- Desvelo de Ulises y otros poemas. Ediciones Fin de Siglo, Ciudad de México, 2000.
- Memorial del silencio. Puerta del Sol, Mérida, Venezuela, 2002.
- Los mapas secretos. Ediciones Mucuglifo, Mérida, Venezuela, 2005.
- Paisajes del insomnio.Universidad Autónoma de Nuevo León, México, 2015.

Compilaciones
- Odiseos sin reposo. Mariano Picón-Salas y Alfonso Reyes, correspondencia 1927-1959. Universidad de Los Andes, Mérida, Venezuela, 2001 y Universidad Autónoma de Nuevo León, México, 2007.
- Mariano Picón-Salas y México. Universidad Católica Cecilio Acosta, Maracaibo, Venezuela, 2002.
- Mariano Picón Salas y Chile. Universidad de Los Andes-Escuela de Letras, Mérida, Venezuela, 2021.

En coautoría
- Mujer, cultura y sociedad en América Latina. UCV-ULA, Red Alfa, Caracas, Venezuela, 2000.
- Mujer, escritura, imaginario y sociedad en América Latina. Universidad de Los Andes, Mérida, Venezuela, 2004.

Relatos publicados en línea
- Peligros de la carne, cuento publicado en la revista literaria digital Marcapágina (2024). Ambientado en una ciudad fronteriza latinoamericana, el relato explora los vínculos entre azar, deseo y superstición en una atmósfera de realismo sucio con tintes esotéricos.